# Иђешти (Васлуј)
Иђешти (рум. Igești) насеље је у Румунији у округу Васлуј у општини Блађешти. Oпштина се налази на надморској висини од 142 m.

## Становништво
Према подацима из 2002. године у насељу је живело 336 становника, од којих су сви румунске националности.